# Laurence Oliphant
Laurence Oliphant (Ciutat del Cap, 3 d'agost de 1829 – Twickenham, 23 de desembre de 1888) va ser un escriptor, viatger, diplomàtic i místic britànic. Se'l coneix sobretot per la seua novel·la satírical Piccadilly.

## Biografia
Laurence Oliphant era el fill únic de Sir Anthony Oliphant (1793–1859).